# Cities XL
Cities XL (precedentemente Cities Unlimited), è un videogioco di simulazione, sviluppato da Monte Cristo (già sviluppatore di City Life), volto alla creazione e gestione di una città a partire dalle basi.
Inizialmente l'uscita era prevista entro il primo quadrimestre del 2009, poi venne fissata per l'8 settembre 2009 ed ulteriormente spostata in modo definitivo all'8 ottobre in Europa ed Oceania. Il gioco consente la modalità multiplayer, che consiste nell'interagire con altri giocatori su vari pianeti, lavorando insieme nel creare città, gestire la loro economia e dare tutto il necessario ad i loro abitanti. I vari giocatori possono anche operare in modalità a singolo giocatore. Tuttavia a causa delle esigue iscrizioni per il gioco online, dall'8 marzo 2010 i server sono stati chiusi e il gioco convertito, tramite patch, per il solo single-player.
Una nuova versione del gioco dal titolo Cities XL 2011 è stata sviluppata da Focus Home Interactive e pubblicata il 14 ottobre 2010.

## Modalità di gioco

### Giocatore singolo
Il gioco implementa oltre 25 mappe con vari paesaggi nella modalità single-player e 50 mappe con l'abbonamento online, con diversi paesaggi, centinaia di edifici, e la possibilità di creare un avatar in-game. Due differenti versioni del gioco sono state pubblicate, una edizione standard e un'edizione limitata. L'edizione limitata contiene contenuti extra tra cui punti di riferimento supplementari, mappe aggiuntive, e un poster.

### Multigiocatore
Cities XL ha chiuso tutti i server e il multigiocatore non è più attivo.

### Zone
Il gioco offre la possibilità di scegliere tre tipi di lotti edificabili: residenziali, commerciali ed industriali, ciascuno dei quali può avere una densità diversa. I lotti residenziali sono inoltre contraddistinti da quattro classi sociali: i lavoratori non qualificati, operai specializzati, dirigenti e delle élite. Prima di costruire i lotti edificabili, i giocatori sono tenuti a scegliere quale classe di residenti possano vivere lì. La classe sociale scelta per un lotto non sarà modificata dalla simulazione.
Per creare lotti edificabili, i giocatori devono scegliere un'area della mappa in cui, previa conferma, possono costruire lotti singoli oppure un'area in cui vengono creati in automatico dal gioco. I giocatori possono anche costruire lotti scegliendo le singole strutture.

### Trasporti
Cities XL permette ai giocatori di creare una rete stradale con una varietà di tipi di strada, con la possibilità di disegnare strade in diversi punti di vista e curvature. Ponti e tunnel sono anche parte del simulatore. Altre opzioni di trasporto verranno in futuro inserire nel gioco; come treni, traghetti e metropolitane. Un aggiornamento, pubblicato nel dicembre 2009, ha introdotto gli autobus nel gioco. le linee metropolitane sono interrate e quindi permettono di edificare su di esse tranne nelle fermate in quanto sono gli unici elementi che fuoriescono dal suolo.

### Moduli di Estensione di Giocabilità (GEM)
I Moduli di Estensione di Giocabilità (GEM), possono essere una stazione sciistica o una spiaggia, che può essere implementata in una città e gestita nel dettaglio dal giocatore. Ad esempio, in una località sciistica GEM, sarà possibile aggiungere impianti di risalita, ristoranti, rifugi, sentieri e piste. Quando un giocatore ne gestisce una, la simulazione della città principale viene arrestata, ma la gestione efficace dei GEM può essere d'aiuto.

## Sviluppo

### Terreni
Il terreno è costituito da mappe in altezza, texture e una mappa normale. Invece di creare nuovi strumenti, Monte Cristo si basa sugli attuali strumenti di terze parti come EarthSculptor, World Machine e GeoControl per generare un unico terreno realistico prima di importare il software terreno-editing. In un'intervista dell'11 settembre 2007 Philippe Da Silva ha annunciato che Cities XL dovrebbe includere una grande varietà di mappe e paesaggi, che permetterà ai giocatori una maggiore profondità con i tipi di città che vogliono creare. Un'anteprima di una mappa di Aspen ha confermato che Cities XL dovrebbe includere paesaggi innevati.

### Motore 3D
Monte Cristo ha creato un motore 3D che permette a tutti i PC di eseguire il gioco. Il giocatore anche con le opzioni grafiche completamente basse, può ottenere immagini di qualità, migliori di City Life.

### Pubblicazione
Nel giugno 2007, uno screenshot di uno nuovo videogioco gestionale fu postato nel blog di Philippe Da Silva. Tuttavia è stato rivelato in una intervista che il gioco non si chiamerà City Life 2, ma inizialmente fu nominato Cities Unlimitied per non creare confusione. Il 15 aprile 2009 è stato annunciato che Cities Unlimitied, il titolo ufficiale del gioco, sarebbe diventato Cities XL. Il 16 aprile 2009 è iniziata la registrazione per il beta testing del gioco. Il gioco è stato pubblicato l'8 ottobre 2009 in Oceania e in Europa, e il 9 ottobre 2009 in Nord America. Una demo è stata pubblicata il 7 settembre 2009, ma è scaduta e non è più giocabile.
Durante lo sviluppo di Cities XL, Monte Cristo ha mantenuto IL blog degli sviluppatori e un forum internet sul loro sito web principale. Prima dell'uscita del gioco, sia il blog che il forum degli utenti sono stati chiusi e rimossi dalla vista pubblica. La società ha dichiarato che la comunità non ha da preoccuparsi, in quanto hanno "salvato tutti i post buoni", e che avrebbe continuato a mantenere una presenza su siti web come Simtropolis.

## Critiche
La modalità single player è stata criticata come blanda, e gli utenti si sono lamentati che "anche le missioni tutorial erano sotto vendita" per la sottoscrizione multiplayer. IGN ha dato il voto 8,1 al gioco dicendo che «Cities XL ha infatti spinto il genere nella giusta direzione, snellendo alcune delle parti più fastidiose di Juggernaut Maxis e SimCity». GameSpot ha dato un 6,0 ed afferma che «il gioco da solo è generico».
L'australiano talk show sui video giochi Good Game's ha dato due voti al gioco: 6/10 e 7/10.

## Cities XL 2011
Il 25 giugno 2010 è stato annunciato che Focus Home Interactive ha acquisito il franchising Cities XL, e che una nuova versione di Cities XL dal titolo Cities XL 2011 sarà pubblicata nel mese di ottobre 2010. Ciò è effettivamente avvenuto il 14 ottobre 2010.